# Perfume ~Complete Best~
Perfume ~Complete Best~ (Perfume〜Complete Best〜?) è il primo album in studio del trio j-pop Perfume, pubblicato il 2 agosto 2006.
Esistono due edizioni dell'album: una normale con custodia jewel case ed una speciale in edizione limitata con custodia digipack, entrambe con DVD extra.

## Tracce
Tutti i brani sono parole di Kinoko (木の子?) e musica di Yasutaka Nakata, tranne dove indicato.

Dopo il titolo è indicata fra parentesi "()" la grafia originale del titolo.
1. Perfect Star Perfect Style (パーフェクトスター・パーフェクトスタイル?) - 4:18 (Yasutaka Nakata)
2. Linear Motor Girl (リニアモーターガール?) - 4:08
3. Computer City (コンピューターシティ?) - 4:46 (Yasutaka Nakata)
4. Electro World (Album Version) (エレクトロ・ワールド (Album Version)?) - 4:22 (Yasutaka Nakata)
5. Gravity (引力?) - 3:35
6. Monochrome Effect (モノクロームエフェクト?) - 4:18
7. Vitamin Drop (ビタミンドロップ?) - 4:55
8. Sweet Donuts (スウィートドーナッツ?) - 2:58
9. Foundation (ファンデーション?) - 3:57
10. Computer Driving (コンピューター ドライビング?) - 4:26
11. Perfume (Perfume?) - 5:16
12. wonder2 (wonder2?) - 3:49 (Yasutaka Nakata)

### DVD
Raccolta di videoclip.

#### Edizione limitata
1. Linear Motor Girl
2. Computer City
3. Electro World
4. Monochrome Effect

#### Edizione normale
1. Linear Motor Girl
2. Computer City
3. Electro World
4. Vitamin Drop

## Singoli
- 06/08/2003 - Sweet Donuts
- 17/03/2004 - Monochrome Effect
- 08/09/2004 - Vitamin Drop
- 21/09/2005 - Linear Motor Girl
- 11/01/2006 - Computer City
- 28/06/2006 - Electro World

## Formazione
- Nocchi - voce
- Kashiyuka - voce
- A~chan - voce